# Seol Jung-hwan
Seol Jung-hwan (Hangul: 설정환, RR: Seol Jung-hwan), es un actor y modelo surcoreano.

## Biografía
Estudió en el Instituto de las Artes de Seúl (en inglés: "Seoul Arts College").

## Carrera
Es miembro de la agencia "Hunus Entertainment".
En enero de 2016 se unió al especial Puck! donde dio vida a Kim Seok-won.
En el 2017 se unió al elenco recurrente de la serie Teacher Oh Soon-nam donde interpretó a Kang Woon-gil, el amigo de Kang Doo-mul (Gu Bon-seung).
Ese mismo año se unió al elenco recurrente de la serie My Sassy Girl, donde dio vida a Maeng Gwang-soo, uno de los amigos de Gyeon Woo (Joo Won) y Bang Se-ho (Lee Si-eon).
En el 2018 realizó una aparición especial en la primera temporada de la serie Welcome to Waikiki, donde interpretó a Lee Yoon-suk, el exnovio de Min Soo-ah (Lee Joo-woo).
Ese mismo año se unió al elenco recurrente de la serie My Contracted Husband, Mr. Oh, donde dio vida a Han Seung-tae, el hermano de Han Seung-joo (Uee).
En el 2019 interpretó a Ma Roo, un miembro de la oficina del gobernador Joseon en la serie Different Dreams.
Ese mismo año apareció como invitado en la serie Beautiful Love, Wonderful Life donde interpretó al reportero Seol Jung-hwan.
El 28 de octubre del mismo año se unió al elenco principal de la serie Unasked Family (también conocida como "Down the Flower Path"), donde dio vida a Bong Cheon-dong, un joven que creció en un orfanato con su hermana menor, y que ahora siendo adulto pasa su examen de la barra y trabaja para Hwang Byung-rae, hasta el final de la serie el 17 de abril del 2020.
En marzo de 2021 se unió al elenco principal de la serie Okay Kwang Sisters (también conocida como "A Happy Other's House"), donde interpretó a Heo Ki-jin, hasta el final de la serie el 18 de septiembre del mismo año.

## Filmografía

### Series de televisión
| Año     | Título                          | Personaje       | Notas                            |
| ------- | ------------------------------- | --------------- | -------------------------------- |
| 2022-23 | Red Balloon                     | Kwon Tae-gi     | [ 6 ]                            |
| 2021    | Okay Kwang Sisters              | Heo Ki-jin      |                                  |
| 2019-20 | Unasked Family                  | Bong Cheon-dong | 123 episodios                    |
| 2019    | Beautiful Love, Wonderful Life  | Reportero       | Aparición especial               |
| 2019    | Welcome 2 Life                  | Jeong Min-soo   |                                  |
| 2019    | The Wind Blows                  | Kim Ji-hoon     | Aparición especial (ep. 7, 8 11) |
| 2019    | Different Dreams                | Ma Roo          |                                  |
| 2018    | My Contracted Husband, Mr. Oh   | Han Seung-tae   | [ 8 ]                            |
| 2018    | Welcome to Waikiki              | Lee Yoon-suk    | (ep. 1-2, 10-11)                 |
| 2017    | Man in the Kitchen              | Terapeuta       |                                  |
| 2017    | My Sassy Girl                   | Maeng Gwang-soo |                                  |
| 2017    | Teacher Oh Soon-nam             | Kang Woon-gil   |                                  |
| 2017    | Saimdang, Memoir of Colors      | -               |                                  |
| 2016    | Marrying My Daughter Twice      | Park Soo-cheol  |                                  |
| 2016    | Puck!                           | Kim Seok-won    | 2 episodios                      |
| 2015    | Witness                         | -               |                                  |
| 2012    | The Endless World of Literature | -               |                                  |

### Películas
| Año  | Título          | Personaje | Notas                                                                       |
| ---- | --------------- | --------- | --------------------------------------------------------------------------- |
| 2019 | No Mercy (언니) | Ji-Chul   | junto a Lee Si-young, Park Se-wan, Lee Joon-hyuk, Choi Jin-ho y Kim Won-hae |

### Anuncios
| Año  | Título                            | Notas |
| ---- | --------------------------------- | ----- |
| 2018 | SK엔카 (빅데이터)                 |       |
| 2017 | 공익광고 (작은결혼식)             |       |
| 2016 | 옥션                              |       |
| 2016 | 청하                              |       |
| 2016 | 본죽                              |       |
| 2015 | 인크루트 (어느 취준생의 지친하루) |       |
| 2014 | 캐논 연인편                       |       |

## Premios y nominaciones
| Año  | Premio               | Categoría                        | Trabajo        | Resultado |
| ---- | -------------------- | -------------------------------- | -------------- | --------- |
| 2019 | 33rd KBS Drama Award | Excellence in Daily Drama (Male) | Unasked Family | Ganó      |